# 福島市吾妻学習センター
福島市吾妻学習センター（ふくしまし あづまがくしゅうセンター）は、福島県福島市にある生涯学習施設である。

## 概要
福島市学習センター条例に基づき設置された学習センターの一つであり、福島市吾妻地区内の笹木野に本館が、西側の上野寺に分館がそれぞれ位置している。もともとは別館が福島市吾妻公民館として利用されており、吾妻地区住民の生涯学習の拠点として利用されてきた。現在の本館の建物は福島市役所吾妻支所との合築となっている。

## 施設
1階
- 図書室（福島市立図書館分館）
- 多目的ホール
- 工芸室
- 実習室
- 和室1・2
- 福島市役所吾妻支所

2階
- 研修室1・2

分館1階
- 図書室（福島市立図書館分館）
- 和室
- 大ホール
- 実習室

分館2階
- 研修室
- 講義室

## 沿革
- 1968年10月 - 信夫郡吾妻町が福島市に編入合併されたことから福島市吾妻公民館が設置される。
- 1979年3月 - 現在の分館の箇所に吾妻公民館が建設され落成する。
- 1999年4月 - 吾妻学習センターが市役所支所との合築として建設され開館する。
- 2005年4月 - 福島市公民館条例が廃止され福島市学習センター条例が施行される。これにより従来の福島市吾妻公民館が福島市吾妻学習センター分館へ改称される。

## 開館
- 開館時間 - 午前9時～午後9時（未登録団体の専用使用は午後5時45分まで）
- 休館日 - 毎週火曜日、国民の祝日、12月29日から翌年1月3日まで

## アクセス
- 福島交通バス高湯温泉線 吾妻支所停留所より徒歩2分。

## 周辺
本館
- 福島市立野田中学校

分館
- 福島市消防本部 福島消防署西出張所
- 天戸川
- 福島県道70号福島吾妻裏磐梯線（高湯街道）